# Società Autostrade Romane ed Abruzzesi
S.A.R.A. - Società Autostrade Romane ed Abruzzesi S.p.A. era una azienda italiana che operava nel settore della gestione in concessione di tratti autostradali della rete autostradale italiana. In particolare gestiva l'Autostrada A24 e l'Autostrada A25.

## Storia
Nasce nel 1960 come Società Autostrada Roma-Civitavecchia, che nel 1961, si trasforma in Società Autostrade Romane p.A..
Nel 1965 diventa Società Autostrade Romane ed Abruzzesi p.A. e il 24 marzo 1973 ANAS le affida la concessione
di costruzione ed esercizio dell'autostrada Roma-L'Aquila.
Nel 1977 con DL 19/77 il Governo le revoca la concessione per la costruzione e la gestione delle autostrade per gravi difficoltà economiche e finanziarie dell'azienda stessa, affidandola ad ANAS, ma rimane di fatto l'ente gestore per conto Anas delle autostrade.
Inizialmente partecipata da Enti Pubblici laziali ed abruzzesi ed in seguito da capitale privato, nel 1997 era controllata da FIAT attraverso Fiat Impresit S.p.A., tramite Siway S.p.A. e Multipar S.p.A. In seguito viene acquistata da ASTM S.p.A.
Nel 2000 diventa Autostrada dei Parchi S.p.A. e nello stesso anno, tramite Strada dei Parchi S.p.A., diventa la concessionaria delle autostrade.